# 華寶樓
華寶樓，是上海市規模最大的古董市場，名稱取自王勃的《滕王閣序》。豫園華寶樓竣工於1994年，並在2021年經過翻修後重新開業。